# Lappula shanhsiensis
Lappula shanhsiensis är en strävbladig växtart som beskrevs av Kitagawa. Lappula shanhsiensis ingår i släktet piggfrön, och familjen strävbladiga växter. Inga underarter finns listade i Catalogue of Life.